# يوزفيندرا شاهال
يوزفيندرا شاهال (مواليد 23 يوليو 1990) هو لاعب كريكت هندي يلعب حالياً في نادي راجستان رويالز.